# Десницька Агнія Василівна
Агнія Василівна Десницька (нар. 23 серпня 1912, Седнів Чернігівської губернії — пом. 18 квітня 1992, Санкт-Петербург, Росія) — радянський і російський лінгвіст, фахівець з індоєвропеїстики, германістики, албанської мови, літератури та фольклору. Професорка, член-кореспондент АН СРСР по відділенню літератури і мови з 26 червня 1964 року.

## Біографія
Донька відомого революціонера, соціал-демократа Василя Десницького (після революції займався, головним чином, літературознавством). Закінчила Ленінградський педагогічний інститут імені О. І. Герцена, де навчалася в академіка Віктора Жирмунського, навчалася в аспірантурі Державного інституту мовної культури (1933).
У 1933—1935 роках працювала на посаді наукового співробітника Ленінградського науково-дослідного інституту мовознавства, у 1935—1937 рр. — доцентом Ленінградського педагогічного інституту імені О. І. Герцена, в 1938—1950 роках — старшим науковим співробітником Інституту мови і мислення. У 1942 році Агнія Десницька була евакуйована до Киштиму, де обійняла посаду завідувача кафедрою іноземних мов Ленінградського педагогічного інституту імені О. І. Герцена (до 1944). У 1945—1947 — доцент 1-го ЛДПІІЯ. З 1947 доцент, з 1949 професор Леніградського державного університету (з перервами до кінця життя). У 1950—1963 рр. — старший науковий співробітник, в 1963—1976 рр. — завідувач Ленінградського відділення Інституту мовознавства АН СРСР, з 1976 року — завідувачка сектором порівняльно-історичного вивчення індоєвропейських мов і ареальної лінгвістики того ж інституту.
Захистила кандидатську дисертацію (1935) на тему «Чергування голосних в германських мовах (аблаут)»; а докторську дисертацію (1946) — на тему «Розвиток категорії прямого доповнення в індоєвропейських мовах». В 1957 році з її ініціативи в ЛДУ було відкрито відділення албанської мови та літератури.
Ранні роботи, головним чином, з індоєвропеїстики та германістики (в дусі Ленінградської граматичної школи); надалі спеціалізувалася як албанознавець, ставши фактично першим в СРСР фахівцем з албанської філології та засновником петербурзького албанознавства. Найбільш відома її історія албанської літератури (1987) і опис албанської мови та її діалектів (1968).
З 1964 по 1992 рік проживала в будинку № 34, корпус 1 по 2-му Муринському проспекту. В пам'ять про це 25 червня 2015 року на будинку встановлена меморіальна дошка на честь Агнії Десницької.

## Основні роботи
- Чередование гласных в германских языках (аблаут). М.-Л., 1937.
- Вопросы изучения родства индоевропейских языков / А. В. Десницкая. — М.-Л. : Изд-во АН СССР, 1955. — 332 с. — 4000 прим. (в пер.)
- Албанский язык и его диалекты / А. В. Десницкая. — Л. : Наука, 1968. — 376 с.
- Наддиалектные формы устной речи и их роль в истории языка / А. В. Десницкая. — Л. : Наука, 1970. — 98 с.
- Сравнительное языкознание и история языков / А. В. Десницкая. — Л. : Наука, 1984. — 352 с.
- Албанская литература и албанский язык / А. В. Десницкая. — Л. : Наука, 1987. — 296 с. — 750 прим.